# Faida dei boschi
La faida dei boschi è una faida di 'Ndrangheta scoppiata alla fine degli anni '80 nel territorio montano a cavallo delle province di Catanzaro, Vibo Valentia e Reggio Calabria.
Gli eventi videro due schieramenti contrapposti: i Vallelunga di Serra San Bruno alleati dei Turrà di Guardavalle, da un lato; un vasto cartello, riunito sotto la benedizione del boss di Gioiosa Ionica, Giuseppe Ierinò (detto manigghia), comprendente gli Emanuele detti strazzi di Mongiana, i Ciconte di Serra San Bruno e i Nardo di Sorianello, dall'altro.

## Storia
Le origini della faida risalirebbero all'anno 1963 quando, in una festa paesana, una lite degenerò e dalle parole si passò ai coltelli. I duellanti non erano due persone comuni ma due capobastone: Bruno Vallelunga, il capo dei viperari, e Salvatore Emanuele, il capo degli Emanuele (strazzi). Nello scontro il Vallelunga ebbe la meglio e sfregiò il volto al suo rivale, che tuttavia 14 anni dopo uccise in un agguato il capo dei viperari. La risposta dei Vallelunga fu rapida: il 28 marzo 1978 Salvatore Emanuele venne ucciso nei pressi della sua abitazione. Per l'omicidio fu condannato Cosimo Vallelunga, il nipote del defunto Bruno.
Lo scoppio della faida avvenne a seguito dell'omicidio di Cosimo Vallelunga, avvenuto il 17 agosto 1988. Anche qui la vendetta dei viperari non si fece attendere a lungo: nelle settimane successive cadrà Bruno Emanuele, capo degli Emanuele di Mongiana. Lo scontro fu oltremodo cruento: in meno di due anni vi furono più di venti omicidi. Da una parte caddero Felice Turrà, personaggio di primissimo piano nel clan Vallelunga-Turrà, e i coniugi Salvatore Turrà e Carmela Chiera. Dall'altra caddero Fausto Ciconte e Pasquale Nardo, i boss delle rispettive famiglie. Con l'omicidio di Pasquale Nardo e la contestuale eliminazione di tutti i capi dello schieramento contrario, i Vallelunga sancirono la loro vittoria.
Tutto ciò è stato rivelato dal pentito Pasquale Turrà, che ha accusato i suoi stessi fratelli di decine di omicidi e che fu ucciso e decapitato barbaramente nel 1998 in frazione Elce della vecchia di Guardavalle.

### Elenco degli eventi della prima faida dei boschi
- Il 22 ottobre 1977 viene ucciso Bruno Vallelunga dei "Viperari" in località Cerasara a Stilo.[7]
- Il 28 marzo 1978 viene ucciso Salvatore Nazareno Emanuele degli "strazzi"[7].
- Il 29 aprile 1988 viene ucciso Damiano Gerace.[7]
- L'11 luglio 1988 viene ucciso Angelo Aloi in località "Bobolo" di Santa Caterina dello Ionio.[7]
- L'8 agosto 1988 subiscono un attentato andato male Antonio Spartaco Gerace e Angelo Ierace lungo la strada provinciale Santa Caterina - Brognaturo.[7]
- Il 13 agosto 1988 uccidono Libero Gerace in località "Federico" nella frazione Elce della Vecchia di Guardavalle.[7]
- Il 17 agosto 1988 alcuni sicari tentano di uccidere Giovanni Vallelunga vicino al trivio Nardodipace-Campoli-Monasterace nel comune di Nardodipace.[7]
- Il 30 agosto 1988 viene ucciso il capobastone Cosimo Vallelunga (1957) in Contrada Ninfo di Serra San Bruno.[7]
- L'8 settembre 1988 viene ucciso Pasquale Emanuele in contrada "Viscoli" di Guardavalle che era in contrasto con la 'ndrina Turrà.[7]
- Il 15 ottobre 1988 viene ucciso davanti al figlio Bruno Emanuele di Mongiana in località "Mongianella" di Arena.[7]
- Il 18 ottobre 1988 rischia la morte Vittorio Emanuele (1926) mentre sono in una Ford Fiesta per andare al funerale di Bruno Emanuele ucciso 3 giorni prima.[7]
- Il 29 ottobre 1988 un nuovo tentato omicidio ai danni di Antonio Pisano, cugino di Bruno Emanuele.[7]
- Il 5 novembre 1988 viene ucciso Fausto Ciconte in località "Catarinella" di Serra San Bruno vicino agli Emanuele-Ciconte-Nardo.[7]
- Il 24 novembre 1988 subisce un tentato omicidio Carmelo Turrà in contrada "Timpa bianca" di Guardavalle.[7]
- Il 10 dicembre 1988 subiscono un attentato in località "Pomara" di Santa Caterina dello Ionio Vittorio, Damiano e Agazio Emanuele detti "Spadini" che si salvano miracolosamente.[7]
- Il 18 gennaio 1989 scatta il tentato omicidio ai danni di Cosimo Vallelunga a Mongiana.[7]
- Il 20 gennaio 1989 tentato omicidio per Salvatore Turrà a Brognaturo.[7]
- Il 30 gennaio 1989 viene ucciso Felice Turrà in contrada "Faggi lunghi" di Nardodipace.[7]
- Il 12 aprile 1989 vengono uccisi Salvatore Turrà e Carmela Chiera a Santa Caterina dello Ionio lungo la strada per la frazione Elce della Vecchia.[7]
- Il 13 gennaio 1989 Cosimo Vallelunga si salva da un attentato grazie alla sua auto blindata a Mongiana[7].
- Il 18 settembre 1990 viene assassinato a Nardodipace Salvatore Iacopetta[8].
- Il 29 dicembre 1990 a Ragonà, frazione di Nardodipace, vengono uccisi Ilario Antonio Iacopetta e i suoi due figli, Marcello e Angelo[9].

## Nuova Faida dei boschi
La “Nuova Faida dei boschi” è una guerra di 'ndrangheta scoppiata all'indomani dell'omicidio di Damiano Vallelunga, il boss dei viperari, trucidato a Riace il 27 settembre 2009.
I prodromi della guerra risalgono alla scissione all'interno del potente locale di Guardavalle, che vide contrapporsi i Gallace e i Novella fino ad allora alleati e che aveva favorito il sorgere di un nuovo locale di 'ndrangheta nel soveratese, sorto sotto la benedizione del boss Carmelo Novella e in aperto contrasto con i Gallace. Costretto il Novella a riparare in Lombardia (dove comunque sarà ucciso nel 2008 per ordine di Vincenzo Gallace, Cosimo Leuzzi e Andrea Ruga ed eseguito da Antonio Belnome e Michael Panajia), sarà il boss Damiano Vallelunga a prendere sotto la sua egida protettiva il locale di Soverato e a rappresentare, visto il suo prestigio criminale, un ostacolo insormontabile per i clan dell'alto ionio reggino.
Secondo le dichiarazioni del pentito Belnome, la morte di Damiano Vallelunga fu decisa da Vincenzo Gallace, Cosimo Leuzzi e Andrea Ruga. I tre boss, però, non volevano rischiare di essere coinvolti in una guerra aperta contro i Vallelunga. Per tale motivo fu ordita da Cosimo Leuzzi una classica tragedia di 'ndrangheta facendo ricadere la colpa della morte del capo dei viperari sul cugino di questo, Giovanni Vallelonga, il padrino di Caulonia, sul quale sarebbe piombata la prevedibile vendetta dei familiari del boss Damiano.
La morte del capo dei viperari ha fatto saltare gli equilibri criminali dell'intera area, facendo emergere dissidi fino ad allora sopiti, come quello tra i Bruno e i Catroppa di Vallefiorita, e dando origine a due guerre: una sul mare, dove si contrappongono i Sia-Procopio-Lentini ai Todaro-Chiefari (referenti dei Gallace nel soveratese), e una fra i monti, dove i Vallelunga sono contrapposti ai Ruga-Leuzzi-Vallelonga.
La guerra nel soveratese è stata molto cruenta e ha visto cadere, tra gli altri, Giuseppe Todaro, Vittorio Sia, Agostino Procopio e i cugini Pietro e Domenico Chiefari. La pronta reazione delle forze dell'ordine con le operazioni Showdown (2009-2011)
e Showdown 2 ha colpito duramente le cosche che operano nel soveratese.
La guerra tra i monti ha visto cadere Giovanni Vallelonga sotto la furia vendicatrice dei viperari. Perderanno la vita anche Mario Petrolo, personaggio di spicco del clan Vallelonga e parente di Giovanni Vallelonga e Salvatore Vallelunga, fratello di Damiano. L'intervento del boss lombardo Cosimo Vallelonga, parente comune, ha determinato una tregua armata, sebbene all'alba del 1º agosto 2011 Agostino Vallelonga, il figlio di Giovanni, sia stato vittima di un tentato omicidio nel Comune di Serra San Bruno.  L'operazione Confine, che nell'agosto 2012 ha disarticolato il cartello Ruga-Leuzzi-Vallelunga, ha fatto cessare anche la guerra tra i boschi.

### Elenco degli eventi
- Il 26 marzo 2008 viene ucciso a colpi di fucile l'imprenditore soveratese Antonio Longo, incensurato, sulla strada dei Due Mari, tra Catanzaro e Lamezia Terme[21][22][23][24][25].
- Il 15 luglio 2008 a San Vittore Olona (MI) viene ucciso Carmelo Novella, uscito di prigione da solo un anno[11].
- Il 12 agosto 2008 viene ucciso a Badolato Cosimo Ierinò[26].
- Il 31 dicembre 2008 viene ucciso il presunto boss di Vallefiorita Vito Tolone[27][28].
- Il 27 aprile 2009 vengono uccisi a Chiaravalle Centrale Giuliano Cortese e la sua compagna Inna Abramovia[29][30][31].
- Il 3 luglio 2009 viene ucciso sul lungomare di Isca sullo Ionio Vincenzo Varano con sei colpi di pistola. Anni prima era già scampato a un agguato[32].
- Il 24 luglio 2009 viene ucciso Luciano Bonelli, nipote di Vincenzo Varano, a colpi di fucile mentre rientrava nella sua abitazione a Sant'Andrea Apostolo dello Ionio.
- Il 27 settembre 2009 viene ucciso a Riace, davanti alla chiesa di San Cosimo e San Damiano, da due persone, Damiano Vallelunga, presunto boss[33][34][35].
- Il 3 novembre 2009 vengono arrestati i cugini di Damiano Vallelunga, Salvatore e Cosimo Vallelunga, quest'ultimo giudicato colpevole di estorsione ed omicidio[36].
- Il 23 dicembre 2009 sparisce da Soverato superiore il ventinovenne Giuseppe Todaro, vittima della lupara bianca, il cui corpo è stato ritrovato grazie alla collaborazione del pentito Bruno Procopio che confessa fu seppellito nei pressi del Parco eolico di San Sostene e poi riesumato e portato in un altro sito[14][37].
- Il 16 gennaio 2010 viene ucciso a Davoli Pietro Chiefari, davanti al suo negozio di frutta[37][38].
- L'11 marzo 2010 viene ucciso nelle campagne di Guardavalle Domenico Chiefari[39][40].
- Il 16 marzo 2010 viene ucciso a Isca sullo Ionio Francesco Muccari.
- Il 2 aprile 2010 cade a Monasterace Angelo Ronzello, 26 anni, commerciante di mangimi, affiliato alla cosca Ruga[41][42].
- Il 21 aprile 2010 viene ucciso in zona Ferdinandea a Stilo, Giovanni Vallelonga, presunto esponente di spicco dei Metastasio di Stilo (località Caldarella) residente a Campoli (frazione di Caulonia)[43][44].
- Il 22 aprile 2010 viene ucciso, con sessanta colpi di kalashnikov, Vittorio Sia, mentre si trovava su uno scooter. Era già sfuggito un mese prima ad un attentato.[45]
- Il 16 maggio 2010 si verifica l'agguato a Giovanni Bruno (42 anni), boss di Vallefiorita, ucciso a colpi di pistola (a distanza ravvicinata) e morto durante il trasporto in ospedale.
- Il 26 maggio 2010 viene ucciso in una campagna tra Caulonia e Nardodipace il boscaiolo Mario Petrolo, parente di Giovanni Vallelonga.
- L'11 giugno 2010 vengono uccisi dal pentito Bruno Procopio i gemelli Nicola e Vito Grattà a Gagliato in risposta all'omicidio di Vittorio Sia.[37][46][47]
- Il 15 giugno 2010 il boscaiolo venticinquenne, originario di Isca sullo Ionio, Santo Procopio subisce un attentato nei boschi di Brognaturo, ne aveva già subito uno a gennaio di quest'anno[48]. Sempre lo stesso giorno, in una zona boschiva tra Brognaturo e Guardavalle, viene ucciso Salvatore Vallelunga, fratello del boss Damiano[49][50][51][52][53].
- Il 19 giugno 2010 viene gambizzato a Monasterace Enzo Cavallaro[54].
- Il 23 giugno 2010 viene arrestato Maurizio Tripodi, reggente della cosca Sia dopo l'omicidio del capobastone Vittorio Sia.
- Il 2 luglio 2010, viene arrestato Alberto Sia, figlio del boss Vittorio Sia, con l'accusa di essere il mandante dell'assassinio dei gemelli Grattà.
- Il 23 luglio 2010 viene ucciso a San Sostene Agostino Procopio, figlio del presunto boss Fiorito Procopio[37].
- Il 23 agosto 2010 viene ucciso in spiaggia a Soverato, davanti a una folla di bagnanti, Ferdinando Rombolà, pregiudicato. La crudeltà del delitto ha attirato l'attenzione dei media nazionali e ha destato scalpore nell'opinione pubblica[37][55][56].
- Il 28 agosto 2010 viene ucciso a Palermiti Rocco Catroppa (38 anni) durante la festa patronale con due colpi di pistola sparati al capo. L'omicidio è avvenuto davanti al figlio di dieci anni[57][58].
- Il 31 ottobre 2010 scompare da Davoli, luogo in cui era domiciliato, il boscaiolo Antonio Amato, residente nel campo rom di Scordovillo a Lamezia Terme, ritenuto vicino alla cosca Gallace. Il fatto che ancora oggi di esso non si abbia alcuna traccia, avvalora la tesi iniziale degli inquirenti, ovvero che possa essere stato vittima della lupara bianca.
- Il 13 gennaio 2011 viene trovato morto Andrea Ruga. In un primo momento si pensa ad un infarto, successivamente, in seguito ad un esame autoptico, si è appurato che la morte è sopraggiunta in seguito ad un'aggressione effettuata da più persone.
- Il 5 febbraio 2011 il presunto boss di Davoli, Fiorito Procopio, viene ferito ad un braccio dopo un agguato di stampo mafioso[37].
- Il 27 marzo 2011 viene ferito gravemente a Riace l'imprenditore Nicola Ienco. Morirà qualche giorno dopo. Nel 1994 fu destinatario di un provvedimento restrittivo "poi non seguito da alcuna condanna" nell'ambito della vasta operazione antimafia denominata “Stilaro”, il blitz delle forze dell'ordine che colpì la potente cosca mafiosa della Vallata dello Stilaro dei Ruga-Metastasio-Gallace-Novella[59].
- Il 15 dicembre 2011 scatta l'operazione di polizia Showdown contro le 'ndrine Sia-Procopio-Tripodi che fa luce sulla faida in atto dal 2008[60].
- Il 4 settembre 2011 viene ucciso a Camini il barista Ercole Muriale.[61]
- Il 16 luglio 2012 in un agguato avvenuto in una zona di montagna al confine tra le province di Reggio Calabria, Vibo Valentia e Catanzaro, nei pressi di Bivongi vengono colpiti Giuseppe Gerace, che muore sul colpo e Giuseppe Geracitano, che se la scampa con alcune ferite, considerati vicini alla cosca Ruga[62].
- Il 19 luglio 2012 viene arrestato a Montepaone Pannia Salvatore, imprenditore, ritenuto responsabile del reato di tentata estorsione aggravata dalle modalità mafiose, e presumibilmente affiliato alla cosca Sia-Procopio-Tripodi, i proventi delle estorsioni sarebbero serviti al sostentamento dei maggiori esponenti del locale di 'Ndrangheta di Soverato, già detenuti in carcere a seguito delle operazioni Showdown e Showdown 2. All'interno dell'abitazione del Pannia, oltre ad una statua replica di quella del Santuario della Madonna di Polsi, vi era un quadro raffigurante i volti di Vittorio Sia, Damiano e Salvatore Vallelunga e Agostino Procopio, tutti deceduti nella Nuova Faida dei boschi.[63]
- L'8 agosto 2012, nell'operazione Confine, vengono arrestate dai Carabinieri 16 persone del sodalizio Leuzzi-Ruga-Vallelonga di Monasterace, Stilo, Riace e Stignano e della Locale di Caulonia accusati di associazione mafiosa, di cui alcuni accusati di omicidio nei confronti di Damiano Vallelunga e tentato omicidio ai danni di Enzo Cavallaro, azioni intraprese nella cosiddetta Nuova Faida dei boschi[19][64][65].
- Il 18 febbraio 2013 a Vallefiorita vengono barbaramente trucidati Giuseppe Bruno (capo dell'omonimo clan, fratello del boss Giovanni ucciso nel 2010), e sua moglie Caterina Raimondi, completamente sfigurata dai colpi di Kalašnikov[66][67][68].
- Il 21 febbraio 2013 l'imprenditore Francesco Chiodo rimane vittima di un agguato nei pressi di una cava di sua proprietà a Montauro. Era stato coinvolto nell'operazione Showdown con l'accusa di una sua vicinanza alla cosca Sia-Procopio-Tripodi[69].
- L'11 settembre 2022 a Dinamì viene ucciso a colpi di fucile il 30 enne Alessandro Morfei. Morfei era il figlio di Pietro Morfei, anch'esso assassinato nel 1998.[70]
- L'8 aprile 2024 a San Pietro di Caridà viene ucciso il 24 enne Domenico Oppedisano a colpi di fucile.[71]
- Il 6 agosto 2024 a San Pietrò di Caridà viene ferito gravemente al collo con un fucile caricato a pallini il 20 enne Pietro Morfei. Morfei è cugino di Alessandro Morfei e nipote di Pietro Morfei, assassinati rispettivamente nel 2022 e 1998.[71]
- Il 14 novembre 2024 a San Pietro di Caridà viene ucciso il 21 enne Stefano Cirillo con un colpo di pistola alla testa.[72]
- Il 29 maggio 2025 a San Pietro di Caridà viene ucciso a colpi di lupara il 27 enne Michele Vallelonga. Vallelonga era il cognato di Domenico Oppedisano assassinato l'8 aprile del 2024.[73]

### Processo
- Il 27 aprile 2016 si conclude in Cassazione un troncone del processo Confine che condanna a 16 anni il tentato omicidio di Damiano Vallelonga da parte di Angelo Natale Misiti, a 2 anni e 8 mesi di carcere Domenico Ruga per associazione mafiosa e Micheal Panajia a 2 anni e 8 mesi di carcere sempre per associazione mafiosa ma oggi collaboratore di giustizia[74].
- Il 27 febbraio 2018 la corte d'Assise d'appello di Reggio Calabria per il processo Confine conferma l'ergastolo a Vincenzo Gallace (1948), capobastone di Guardavalle e a Cosimo Leuzzi boss di Stignano, Salvatore Papaleo dei Ruga a 18 anni di carcere, Cosimo Spatari a 19 anni, Agostino Vallelonga a 18 anni, Roberto Bumbaca a 17 anni, al pentito Antonino Belnome 12 anni di carcere e ad Andrea Sotira 21 anni. Vengono invece assolti: Antonio Leuzzi, Luca Spatari e Bruno Vallelonga[75].

## Cultura di massa
- 5ª puntata: Guerra di mafia 2.0 di A sangue Freddo, LaC, 2015[76]
- Sulla faida dei boschi è basato il primo libro della trilogia "SMIX" dello scrittore Walter Rauti[77].